# Africa Cup 2010
La Africa Cup del 2010 fue la décima edición del principal torneo africano de rugby.
El torneo no fue concluido al no disputarse la zona integrada por Kenia, Namibia y Uganda.

## Grupo A

### Semifinales
| 15 de junio | Marruecos | 60 - 3 | Costa de Marfil | Ciudad de Túnez, |  |

| 15 de junio | Túnez | 12 - 11 | Senegal | Ciudad de Túnez, |  |

### Tercer Puesto
| 19 de junio | Senegal | 21 - 6 | Costa de Marfil | Ciudad de Túnez, |  |

### Final
| 19 de junio | Túnez | 6 - 29 | Marruecos | Ciudad de Túnez, |  |

## Grupo B
Esta zona debía disputarse en Yaundé, Camerún.
- Camerún
- Kenia
- Namibia
- Uganda

## Grupo C

### Semifinales
| 30 de junio | Botsuana | 10 - 87 | Zimbabue | Bulawayo, |  |

| 30 de junio | Madagascar | 36 - 18 | Zambia | Bulawayo, |  |

### Tercer Puesto
| 3 de julio | Botsuana | 14 - 27 | Zambia | Bulawayo, |  |

### Final
| 3 de julio | Zimbabue | 28 - 22 | Madagascar | Bulawayo, |  |